# Erdbeben von Valdivia 1960
Das Erdbeben von Valdivia am 22. Mai 1960, auch Großes Chile-Erdbeben genannt, war ein Megathrust-Erdbeben mit der weltweit größten jemals aufgezeichneten Magnitude und das schwerste Erdbeben des 20. Jahrhunderts. Um 15:11 Uhr Ortszeit (19:11 UT) erreichte das Beben auf der Momenten-Magnituden-Skala einen Wert von Mw 9,5. Die topographische Gestalt großer Gebiete des Kleinen Südens Chiles wurde verändert, besonders betroffen war das Gebiet um die Provinzhauptstadt Valdivia.
Das Erdbeben löste einen Tsunami aus, der im gesamten Pazifikraum schwere Zerstörungen anrichtete. Eine Schätzung des United States Geological Survey (USGS) geht von mindestens 1655 Toten, 3000 Verletzten und 2 Millionen Obdachlosen aus, während andere Quellen die Anzahl der Todesopfer bei etwa 6000 ansetzten, aber auf die gleiche Anzahl von  Obdachlosen kamen oder angaben, die USGS hätte die Toten in Folge des Erdbebens in unterschiedlichen Studien auch mit 2231, 3000 oder 5700 Todesopfer angegeben.
Ein vergleichbar schweres Erdbeben gab es etwa 3800 Jahre zuvor südlich von Caldera.

## Tektonischer Hintergrund
Das vom Großen Chile-Erdbeben betroffene Gebiet liegt wie ganz Chile im sogenannten Pazifischen Feuerring, einer Zone hoher seismischer und vulkanischer Aktivitäten, die sich rund um den Pazifischen Ozean erstreckt. In den Küstenregionen Chiles sind starke Erdbeben deshalb nicht ungewöhnlich, das Land gehört sogar zu den am stärksten von Erdbeben betroffenen Gebieten im zirkumpazifischen Raum.
Chile befindet sich am Westrand der Südamerikanischen Platte, an der konvergierenden Plattengrenze zur ozeanischen Nazca-Platte. Die beiden Platten bewegen sich im Jahr durchschnittlich etwa 63 mm aufeinander zu, die Nazca-Platte wird dabei unter die kontinentale Platte subduziert. Die dabei im Untergrund auftretenden Spannungen entladen sich in starken Erdbeben. Seit 1950 ereigneten sich in Chile 28 Erdbeben mit einer Mindestmagnitude von 7, das letzte am 17. September 2015, mit einer Stärke von 8,3.

Die Nazca-Platte wird unter die Südamerikanische Platte subduziert
Schematische Darstellung der Subduktion einer ozeanischen Platte unter eine kontinentale Platte

## Verlauf

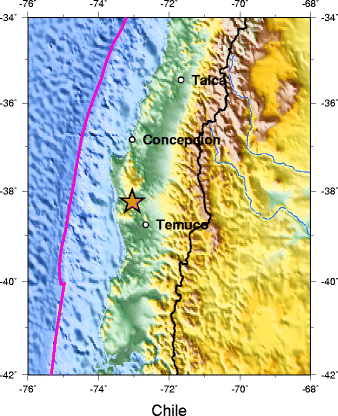
Karte des USGS: Epizentrum des Erdbebens nach Berechnungen Hiroo Kanamoris

Das Große Chile-Erdbeben stellte den Höhepunkt einer ganzen Reihe von Erdbeben dar, die die südliche Mitte Chiles innerhalb weniger Tage erschütterten. Wissenschaftler der Universidad de Chile sprachen von der „schwersten Erdbeben-Serie, die in Chile jemals beobachtet worden ist“.
Die Beben begannen am Morgen des 21. Mai bei Curanilahue und Concepción. Die Erschütterungen mit einer Stärke von jeweils MW 7,25 unterbrachen die Verkehrs- und Telefonverbindung von der Hauptstadt Santiago in den Süden des Landes und lösten zahlreiche Brände aus. Präsident Jorge Alessandri sagte seine Teilnahme an den traditionellen Feierlichkeiten zum Gedenken an die Seeschlacht von Iquique 1879 ab, um sich vor Ort einen Überblick über die Schäden und die Hilfsmaßnahmen zu verschaffen.
Die Organisation der Hilfsmaßnahmen für das Gebiet um Concepción war gerade angelaufen, als am Nachmittag des folgenden Tages ein weiteres heftiges Erdbeben weiter im Süden die Gegend um Valdivia erschütterte. Etwa eine halbe Stunde später, um 15:11 Uhr Ortszeit folgte schließlich das schwerste je aufgezeichnete Erdbeben. Es hielt vier Minuten an und erschütterte Chile zwischen Talca und der Insel Chiloé.
In den Tagen nach dem Hauptbeben kam es in der Region zu hunderten Nachbeben, davon alleine elf der Stärke 6 bis 7.

## Tektonische Interpretation

Verteilung des gesamten seismischen Momentes aller zwischen 1906 und 2005 registrierten Erdbeben. Das Große Chile-Erdbeben (unten links) ist für fast ein Viertel der gesamten in 100 Jahren weltweit durch Erdbeben freigesetzten Energie verantwortlich.

Das Erdbeben gehört zu den sogenannten Megathrust-Erdbeben. Die Erdkruste brach auf einer Länge von rund 1000 km zwischen Lebu und Puerto Aisén; ein 200 km breiter Block der Erdkruste zwischen dem Kontinentalrand und den Anden wurde ruckartig um 20 m nach Westen bewegt und dabei gekippt. Die Rissgeschwindigkeit (bei einem Erdbeben diejenige Geschwindigkeit, mit der sich die Front eines Risses in der Erdkruste fortbewegt) betrug 3,5 km/s.
Die genaue Position des Epizentrums ist umstritten. Der USGS beruft sich auf den japanischen Geophysiker Hiroo Kanamori, der 1977 die Koordinaten 38,29° südlicher Breite und 73,05° westlicher Länge ermittelte, eine Position nordwestlich der Stadt Temuco auf dem Gebiet der Gemeinde Lumaco. Das Hypozentrum des Hauptbebens lag in einer Tiefe von 33 km.
Es wurde eine Energie von über 11 Trillionen (11,2 · 1018) Joule freigesetzt – das entspricht einer Explosion von 180 Gigatonnen (TNT-Äquivalent). Die Erschütterung führte zu einer Verschiebung der Erdachse um 3 cm.

## Direkte Schäden durch das Erdbeben

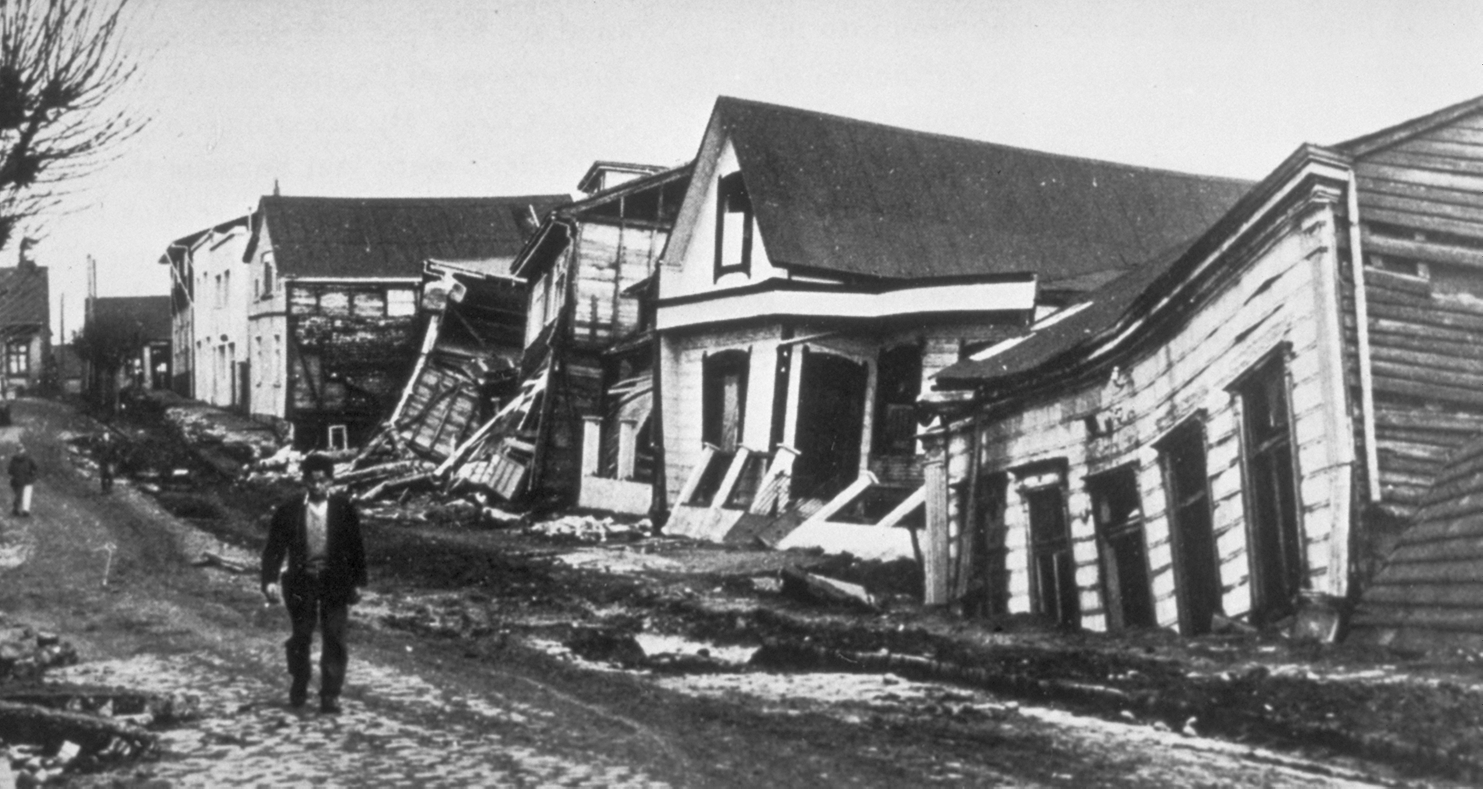
Schäden in Valdivia durch Bodenverflüssigung

Nach unterschiedlichen Schätzungen wurden ein bis zwei Millionen Chilenen durch das Beben und den Tsunami obdachlos, das entspricht bis zu einem Viertel der damaligen Gesamtbevölkerung des Landes. Die chilenische Regierung gab die Zahl der zerstörten Gebäude mit 58.622 an. Dass durch das Erdbeben selbst nur einige hundert und damit für ein Beben dieser Stärke vergleichsweise wenige Menschen zu Tode kamen, wird unter anderem auf die Vorwarnung durch die unmittelbar vorausgehenden schwächeren Erdbeben zurückgeführt.
Die Schwere der Gebäudezerstörungen hing vor allem von geologischen Bedingungen wie dem jeweiligen Untergrund ab. In Valdivia wurden Gebäude im Westen der Stadt weit stärker in Mitleidenschaft gezogen, da hier der Untergrund im Gegensatz zum Ostteil weniger stabil ist und sich bei einem Beben stärker bewegt. Besonders schwer wurden Gebäude zerstört, die auf künstlichen Anschüttungen errichtet worden waren. Dort kam es während des Erdbebens zu Bodenverflüssigungen. Auch waren gemauerte Gebäude weit stärker von Zerstörung betroffen als moderne Stahlbeton-Gebäude oder traditionelle Holzhäuser.
Die subjektive Stärke eines Erdbebens, die Intensität, wird in der Regel mit einem Wert auf der Mercalliskala dargestellt. Der zur Zeit des Bebens an der Universidad Austral de Chile in Valdivia tätige Geograph Wolfgang Weischet taxierte anhand der Zerstörungen in Valdivia die Intensität auf X („vernichtend“), während in den jeweils nur 20 km entfernten, auf stabilerem Untergrund liegenden Ortschaften Corral und Hueyelhue nur die Mercallistufe VII („sehr stark“) erreicht wurde.
Neben Valdivia war das Dorf Puerto Octay am Llanquihue-See der Ort mit der höchsten Erdbeben-Intensität. Hier lag das Zentrum eines Gebietes besonders hoher Intensität, das sich im chilenischen Zentraltal in Form einer Ellipse in Nord-Süd-Richtung erstreckte. Der Hafen der im Süden dieses Bereiches liegenden Stadt Puerto Montt wurde ebenfalls schwer beschädigt.
In den Anden, an Steilküsten und im Seengebiet des Kleinen Südens vom Lago Villarrica bis zum Lago Todos los Santos kam es durch das Erdbeben zu etlichen Erdrutschen.

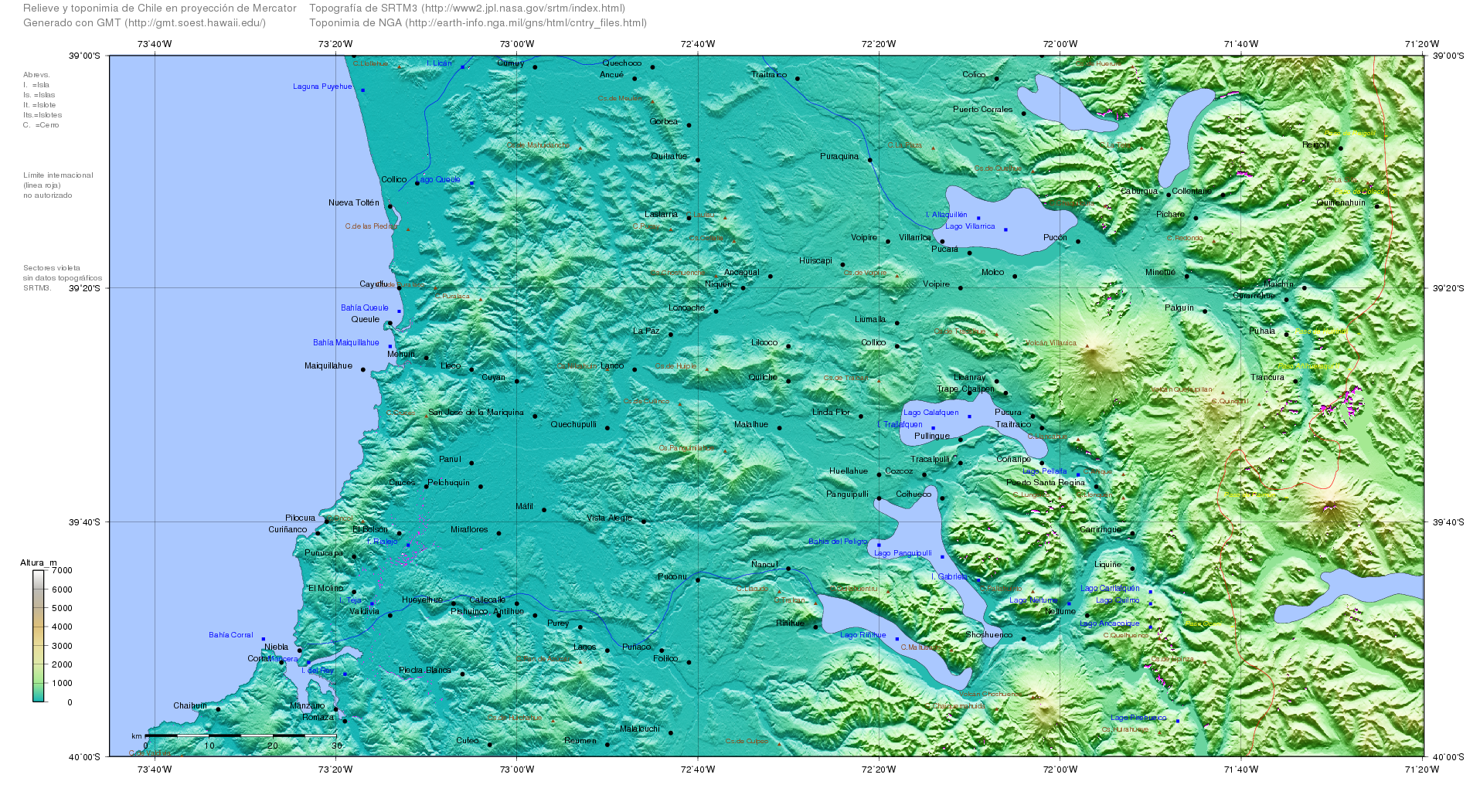
Topographische Karte des Gebiets um Valdivia

| Erdbeben am 21. Mai       | Erdbeben am 21. Mai | Erdbeben am 21. Mai                 |
| Ort                       | Mercalli- stufe     | Schäden                             |
| ------------------------- | ------------------- | ----------------------------------- |
| Concepción                | IX                  | 125 Tote, viele Gebäude zerstört    |
| Talcahuano                | IX                  | 65 % aller Gebäude zerstört         |
| Coronel                   | IX                  |                                     |
| Lota                      | IX                  |                                     |
| Lebu                      | X                   |                                     |
| Erdbeben am 22. Mai       |                     |                                     |
| Ort                       | Mercalli- stufe     | Schäden                             |
| Valdivia                  | X                   | 40 % aller Gebäude zerstört         |
| Puerto Montt (Unterstadt) | X–XI                | 90 % aller Gebäude zerstört         |
| Río Negro                 | IX–X                |                                     |
| Temuco                    | VIII                |                                     |
| Osorno                    | VII–VIII            |                                     |
| Puerto Saavedra           | VII–VIII            | durch den Tsunami komplett zerstört |
| Llanquihue                | VII–VIII            |                                     |
| Villarrica                | VII                 |                                     |

## Ausgelöste Naturkatastrophen und Folgeschäden
| Ort                    | Koordinaten      | A.     |
| ---------------------- | ---------------- | ------ |
| Isla Mocha, Chile      | 38.22°S 74.00°W  | 25 m   |
| Valdivia, Chile        | 39.80°S 73.24°W  | 10 m   |
| Ancud, Chile           | 41.91°S 72.76°W  | 12 m   |
| Puerto Saavedra, Chile | 38.78°S 73.40°W  | 09 m   |
| Arica, Chile           | 18.47°S 70.32°W  | 02,2 m |
| Osterinsel, Chile      | 27.15°S 109.45°W | 06 m   |
| Hilo, Hawaii           | 19.73°N 155.06°W | 10,7 m |
| Apia, Samoa            | 13.81°S 171.75°W | 04,9 m |
| Eden, Australien       | 37.05°S 149.97°O | 01,7 m |
| Hongkong               | 22.30°N 114.18°O | 00,5 m |
| Mutsu, Japan           | 41.31°N 141.23°O | 06,3 m |
| Hokkaidō, Japan        | 42.90°N 145.00°O | 05,0 m |
| Pismo Beach, USA       | 35.14°N 120.66°W | 02,4 m |

### Der Tsunami
Das Erdbeben senkte bei Valdivia die Küstenlinie temporär um bis zu 4 m ab und verursachte dadurch eine bis zu 25 m hohe Flutwelle, die die chilenische Küste verwüstete und sich als Tsunami über den gesamten Pazifischen Ozean ausbreitete.
Im Hafen von Valdivia und vor der chilenischen Küste sanken zahlreiche Schiffe oder liefen auf Grund. In der Bucht von Valdivia fiel der Meeresboden für fast eine Stunde trocken, bis das Meer in einer 10 m hohen Welle zurückbrandete. Dabei kamen etliche Menschen ums Leben, die den Meeresboden nach Krebsen absuchten.
Das 10.000 km entfernte Hilo auf Hawaii, wo die Flutwelle noch eine Amplitude von 11 m erreichte, und Küstenregionen von Japan, den Philippinen und Kamtschatka wurden verwüstet. Auch Kalifornien, die Osterinsel und Samoa waren betroffen.
Der Tsunami ist für die Mehrzahl der Todesopfer des Erdbebens verantwortlich. Außerhalb Chiles wurden durch den Tsunami in Japan 138, auf Hawaii 61 und auf den Philippinen 32 Menschen getötet.

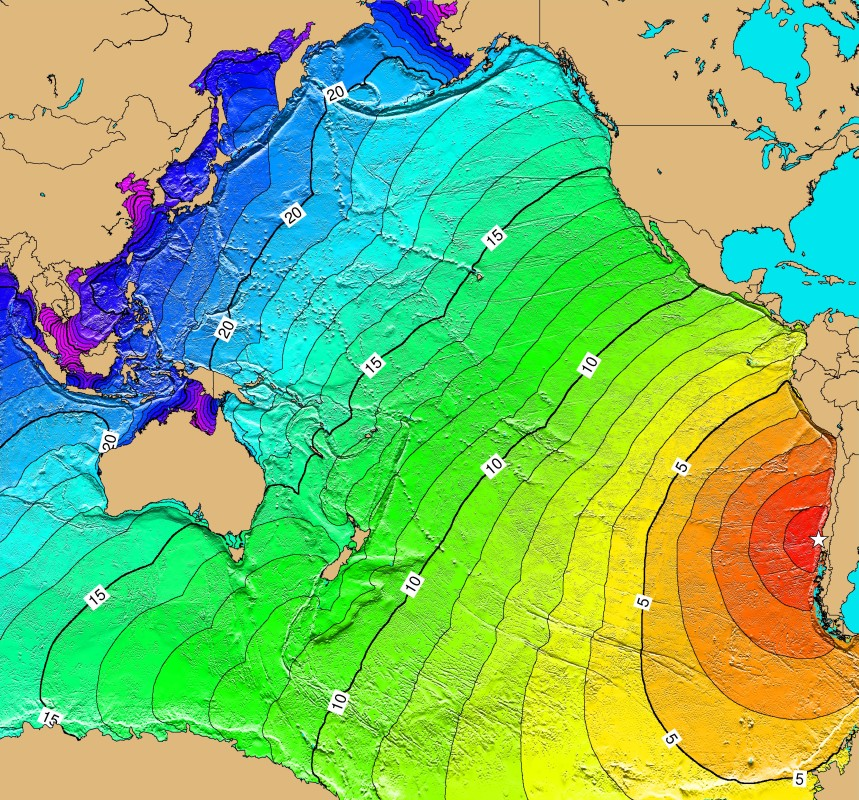
Zeitliche Ausbreitung (Linienabstand entspricht 1h) des Tsunamis über den Pazifik
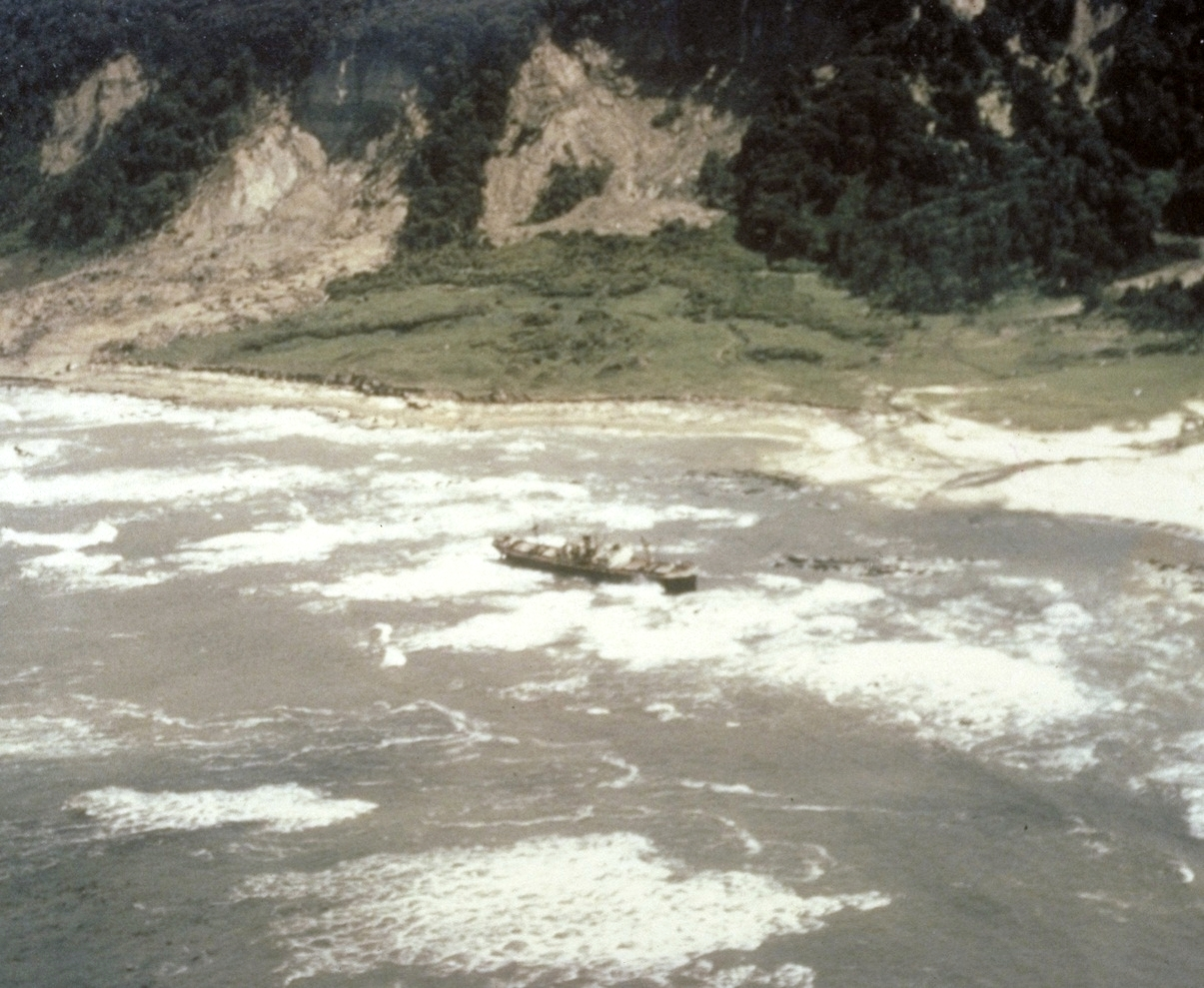
Isla Mocha: Nach dem Auftreffen des Tsunamis ist ein Schiff auf Grund gelaufen. An der Steilküste sind zahlreiche Erdrutsche erkennbar.
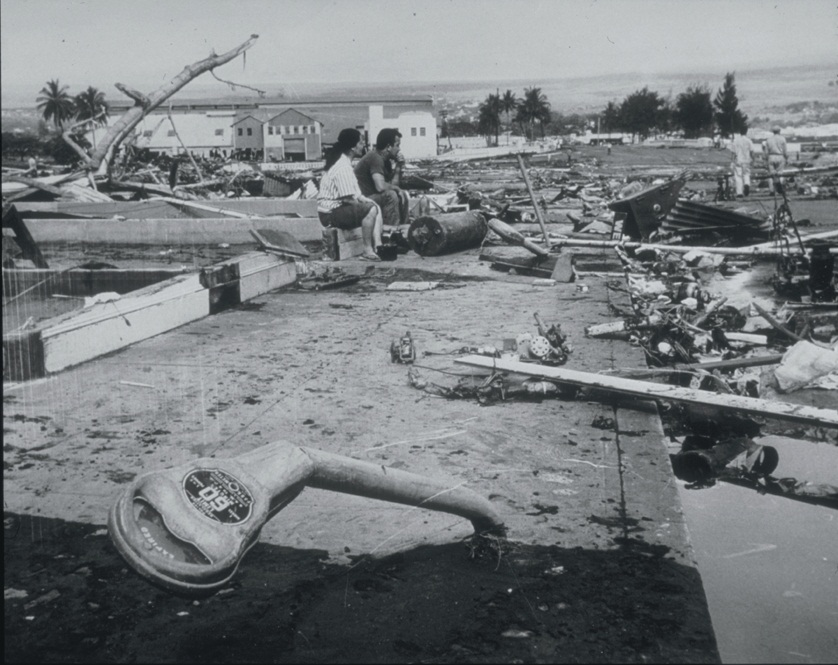
Hilo, Hawaii: Durch den Tsunami wurden Parkuhren verbogen.
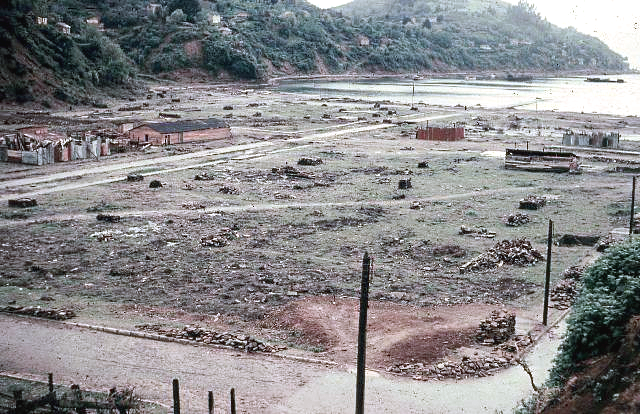
Das fast völlig zerstörte Zentrum von Corral (Foto vom Herbst 1960)

### Überflutungen am Lago Riñihue
Das Erdbeben löste an zahlreichen Hängen Erdrutsche aus. Drei große Erdrutsche am Berg Tralcán verschütteten mit dem Río San Pedro den Ausfluss des Lago Riñihue, sodass der Wasserspiegel des Sees in der Folge um bis zu 20 m anstieg.
Bereits nach dem Beben im Jahr 1575 war es an dieser Stelle zu einem vergleichbaren Ereignis gekommen. Damals war der natürliche Damm nach mehreren Monaten schließlich gebrochen, und die Flutwelle hatte die Siedlungen der Mapuche entlang des Río San Pedro und des Río Calle-Calle fortgespült und in der spanischen Kolonie Valdivia schwere Schäden angerichtet.
Um eine Wiederholung dieser Riñihuazo genannten Katastrophe zu verhindern, die etwa 100.000 Menschen im Einflussbereich des Flusses betroffen hätte, wurde eine Rettungsaktion gestartet, die bis zu 24 m hohen Dämme abzutragen. Innerhalb eines Monats wurde mit Hilfe von tausenden Soldaten und Arbeitern sowie 27 Planierraupen die Höhe der Dämme auf jeweils 15 m reduziert, sodass das angestaute Wasser am 23. Juni abfließen konnte. Die folgende Flutwelle führte immer noch zu Überschwemmungen und Zerstörungen in zahlreichen Ortschaften entlang des Flusses; Menschen kamen aber nicht zu Schaden.

### Vulkanausbrüche

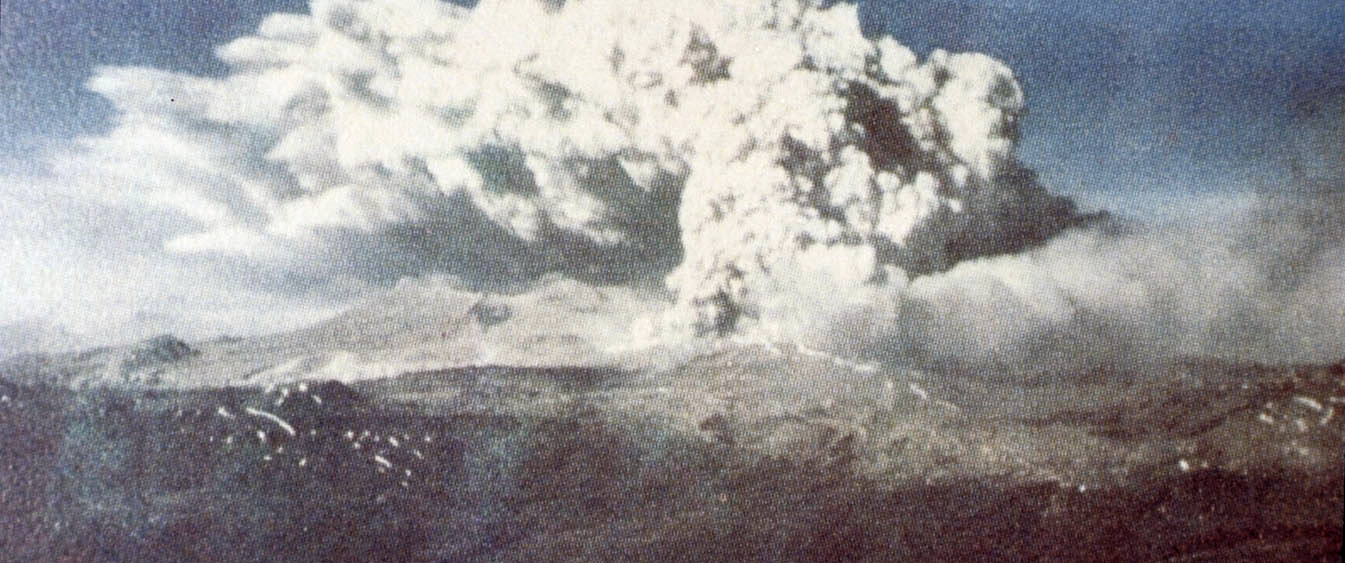
Ausbruch des Puyehue am 24. Mai 1960

Das Beben löste eine rhyodazitische Spalteneruption des Puyehue-Cordón-Caulle-Vulkankomplexes zwei Tage später aus. Die Eruptionen aus einer 300 m langen Spalte schleuderten Asche bis zu 6 km hoch in die Atmosphäre und dauerten bis in den Juli. Zwar kam es im chilenischen Zentraltal zu tagelang anhaltendem Ascheregen, es entstanden aber keine signifikanten Schäden durch den Ausbruch.
In den folgenden Monaten war die vulkanische Aktivität in Chile stark erhöht; insgesamt fünf Vulkanausbrüche wurden verzeichnet. Lange Zeit wurde dies für einen Zufall gehalten; 2007 bewiesen jedoch Geologen den Zusammenhang von Vulkanausbrüchen und besonders starken Erdbeben. Demnach brechen nach Erdbeben mit einer Magnitude von 9 oder mehr vor allem lange Zeit inaktive Vulkane aus, in denen sich besonders viel gasreiches Magma ansammeln konnte.

## Internationale Hilfe
Die deutsche Bundesregierung sagte finanzielle Hilfe in Höhe von 10 Millionen DM zu, die je zur Hälfte der chilenischen Regierung und Vereinen und Kulturträgern der deutschen Minderheit vor Ort zur Verfügung gestellt wurde, und entsandte auf Wunsch der chilenischen Regierung eine Expertenkommission in das Erdbebengebiet.
Auch aus Argentinien, Schweden und vor allem den Vereinigten Staaten kam finanzielle Unterstützung.

## Langfristige Folgen

### Landschaftliche Veränderungen

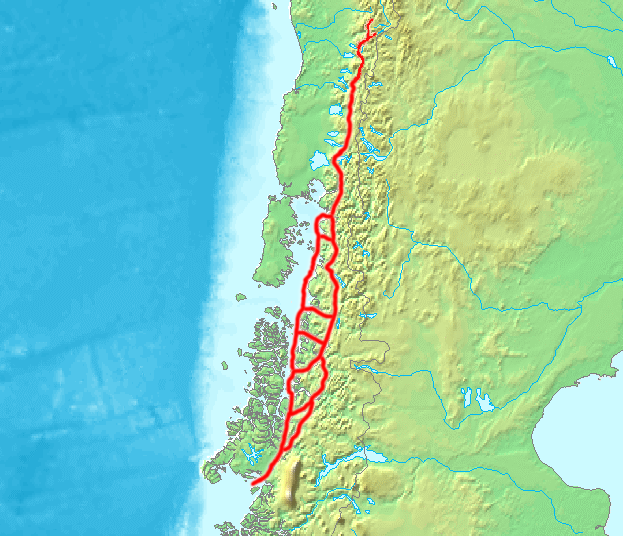
Die Liquiñe-Ofqui-Störungszone

Nördlich einer Linie bei 38°30′ südlicher Breite an der Küste von Lebu kam es zu einer spontanen geologischen Hebung um bis zu 1,8 m. In den Gebieten südlich davon bis zur Insel Chiloé senkte sich das Land hingegen um bis zu 1,5 m ab, was zu einer dauerhaften Veränderung der Küstenlinie und einem Landverlust von 40.000 Hektar führte. Die südwestlich von Chiloé im Pazifik gelegene Isla Guafo erfuhr hingegen eine Hebung um 3 m. Alle Seekarten des betroffenen Gebietes wurden obsolet.

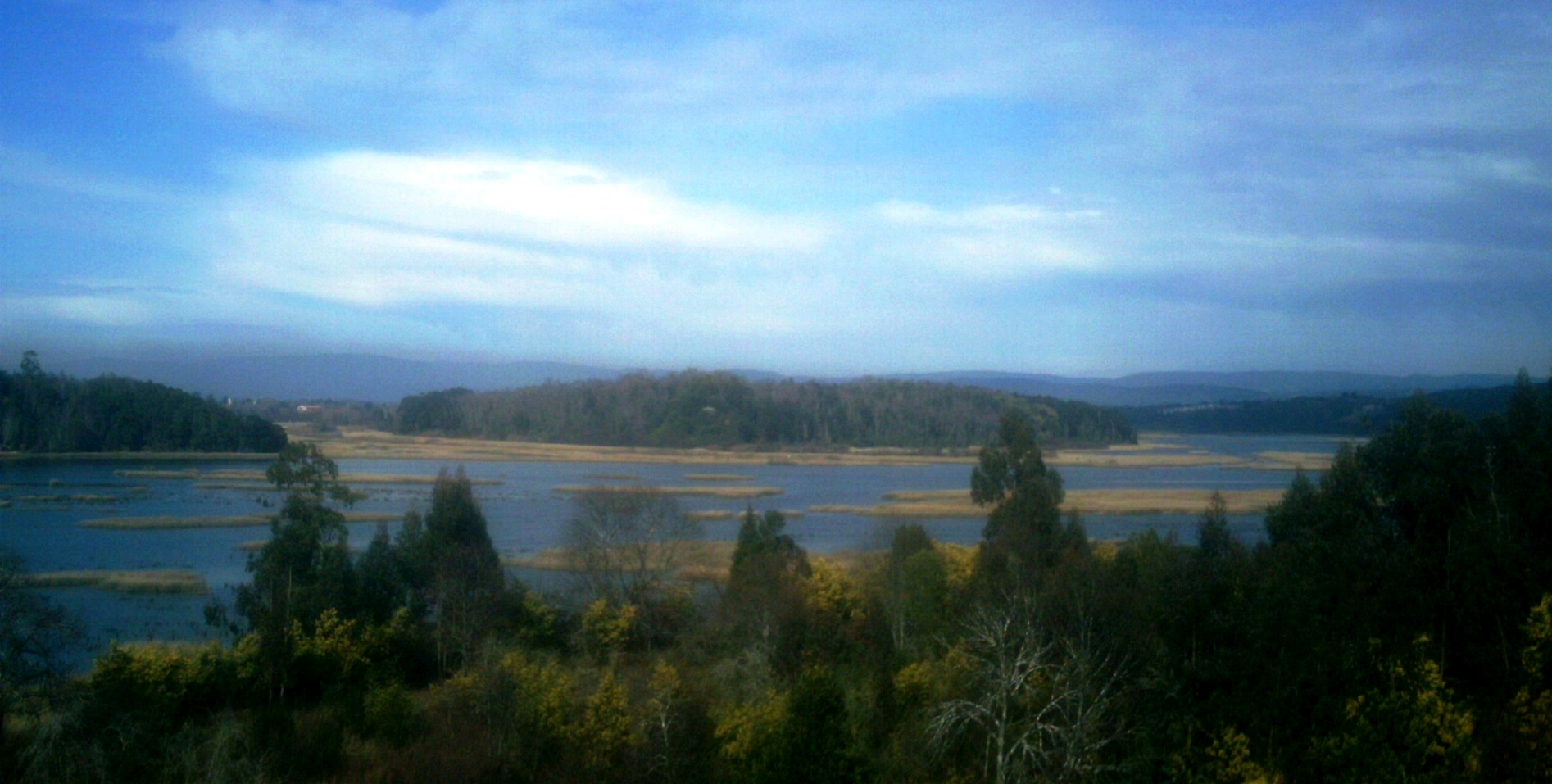
Blick über den Río Cruces bei Valdivia auf die Isla Teja. Deutlich erkennbar die seit 1960 überschwemmten Gebiete.

Zeitweise senkten sich weite Teile der Küste des Kleinen Südens sogar um bis zu 4 m. Meerwasser drang daraufhin viele Kilometer weit in Flusstäler ein. Allein in der Gegend von Valdivia gingen dadurch 150 km² landwirtschaftliche Nutzfläche dauerhaft verloren. Die dort entstandenen Feuchtgebiete stehen heute als Santuario de la naturaleza Carlos Anwandter unter Naturschutz und sind unter anderem Lebensraum für eine große Population Schwarzhalsschwäne. Etwa die Hälfte der ehemaligen Fläche der Isla Teja ist seit dem Erdbeben von den sie umgebenden Flüssen überspült. Aktuellen sedimentologischen Studien zufolge verlanden die überfluteten Flächen langsam wieder, und der Río Cruces könnte sich etwa hundert Jahre nach dem Beben wieder in seinem ursprünglichen Bett bewegen.
Das Erdbeben löste insbesondere in den Anden zahlreiche Erdrutsche aus. Dort rutschten vor allem bewaldete Berghänge entlang der Liquiñe-Ofqui-Störungszone talwärts. Diese Rutschungen verursachten aufgrund der geringen Bevölkerungsdichte zwar kaum Schäden, die ursprüngliche Vegetation des Valdivianischen Regenwaldes in den betroffenen Gebieten hat sich aber bis heute nicht erholt, es herrschen zumeist Coihue-Südbuchen-Monokulturen vor.

### Wirtschaftliche und politische Folgen

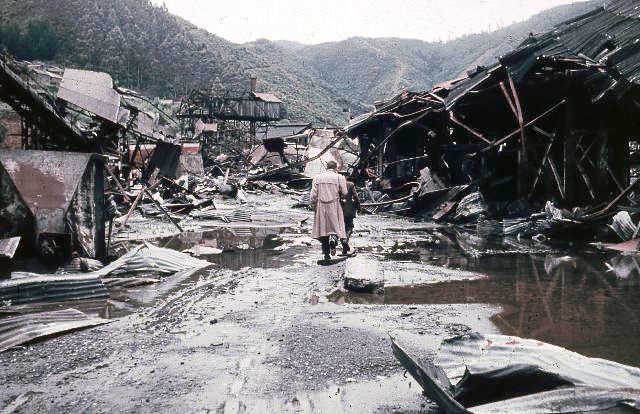
Zerstörtes Stahlwerk bei Valdivia

Das Erdbeben schwächte die wirtschaftliche und politische Bedeutung Valdivias nachhaltig. Der Hafen von Valdivia büßte seine Bedeutung ein, da fast alle Industriebetriebe der Stadt, darunter das älteste Stahlwerk und die einzige Brauerei des Landes, zerstört worden waren. Kapital wurde in der Folge aus der Stadt abgezogen. Der wirtschaftliche Einfluss der deutsch-chilenischen Gemeinde, deren Mitgliedern die Betriebe zum großen Teil gehört hatten, ging nach dem Beben zurück.
Mit der Schaffung der chilenischen Regionen 1974 wurden die Stadt und die Provinz Valdivia der Región de los Lagos mit der Hauptstadt Puerto Montt zugeschlagen. Erst mit der Gründung der Región de los Ríos 2007 wurde Valdivia wieder Hauptstadt einer Verwaltungseinheit erster Ordnung.
Die zwei Jahre nach dem Beben stattfindende Fußball-Weltmeisterschaft 1962 in Chile musste sich auf Spielstätten im Norden und im Zentrum des Landes beschränken, da die Stadien und die Infrastruktur in den ursprünglich vorgesehenen Spielorten Concepción und Talca noch nicht wieder ausreichend instand gesetzt worden waren. Auch ein Entzug der Weltmeisterschaft war nach dem Beben diskutiert worden.
Nach der verheerenden Erdbebenserie wurde in Chile als nationale Behörde für Naturkatastrophen die Oficina Nacional de Emergencia del Ministerio del Interior (ONEMI) gegründet, und es wurden Katastrophenpläne und Tsunami-Warnsysteme eingeführt. In Behörden und Betrieben werden regelmäßig Erdbebenübungen abgehalten, und die chilenischen Vorschriften für die Erdbebensicherheit von Bauwerken gehören heute zu den strengsten der Welt. Die vergleichsweise geringe Opferzahl nach dem schweren Erdbeben von Concepción am 27. Februar 2010 (Mw 8,8) lässt darauf schließen, dass sich diese Schutzmaßnahmen bezahlt gemacht haben.

## Bedeutung für die Geophysik

Ausbreitung seismischer Wellen im Erdinneren

Für Geophysiker hatte dieses Beben eine besondere Bedeutung, denn zum ersten Mal wurden hiernach unter Zuhilfenahme von Gravimetern, Extensometern und langperiodischen Seismographen elastische Eigenschwingungen der Erde beobachtet. Wie eine Glocke wurde die Erde durch den Bruchvorgang im Erdinneren angeschlagen und schwang noch eine Woche messbar nach. Das Ereignis markiert daher gemeinsam mit dem Karfreitagsbeben von 1964 auch den Beginn einer neuen Forschungsrichtung der Seismologie, der terrestrischen Spektroskopie.
Die von Hugo Benioff bereits zuvor beobachtete freie Oszillation der Erde konnte nach dem Erdbeben von 1960 von mehreren Seismologen bestätigt werden, wodurch die These vom festen Erdkern gestützt wurde.
Auch aus den Jahren 1575, 1737 und 1837 gibt es Aufzeichnungen von Beben ähnlicher Stärke in diesem Gebiet. Die Häufigkeit dieser extremen Ereignisse drohte zunächst die gängigen Theorien der Plattentektonik in Frage zu stellen, da nach Berechnungen, die auf den Bewegungen der betroffenen Kontinentalplatten beruhen, nur etwa alle 400 Jahre Erdbeben der 1960 gemessenen Stärke auftreten sollten. Genaue Untersuchungen ergaben jedoch, dass die Beben von 1737 und 1837 nicht die Stärke der beiden anderen Beben von 1575 und 1960 gehabt haben, sondern wesentlich schwächer ausfielen.
Der Stuttgarter Geophysiker Wilhelm Hiller sah in dem Erdbeben eine Bestätigung für seine inzwischen überholte Theorie der Erdbeben-Verkoppelung, nach der Erdbeben in Serien aufträten und dadurch theoretisch voraussagbar wären.

## Rezeption in der Populärkultur
Die chilenische Schriftstellerin Isabel Allende übernahm das Erdbeben in die Handlung ihres Debütromanes Das Geisterhaus.
Eine Episode der US-amerikanischen Fernsehserie Hawaii Fünf-Null von 1969 bezieht sich auf den Tsunami, der Hilo verwüstete.

### Geophysische Literatur
- Henning Illies: Randpazifische Tektonik und Vulkanismus im südlichen Chile. In: Geologische Rundschau. Nr. 57/1, 1967, S. 81–101.
- Hiroo Kanamori, John J. Cipar: Focal process of the great Chilean earthquake May 22, 1960 (Memento vom 15. Februar 2010 im Internet Archive) (PDF; 662 kB). In: Physics of the Earth and Planetary Interiors. 9 (1974), S. 128–136.
- Dietrich Lange: The South Chilean subduction zone between 41° and 43.5°S: seismicity, structure and state of stress. Dissertation am Institut für Geowissenschaften der Universität Potsdam, 2008 (PDF; 8,5 MB; englisch)
- Francisco Lorenzo-Martin, Frank Roth, Rongjiang Wang: Inversion for rheological parameters from post-seismic surface deformation associated with the 1960 Valdivia earthquake, Chile. In: Geophysical Journal International. Nr. 164/1, 2006. S. 75–87 (PDF; 1,0 MB; englisch)
- George Plafker, J. C. Savage: Mechanism of the Chilean Earthquakes of May 21 and 22, 1960. In: Bulletin of the Geological Society of America. Nr. 81/4, April 1970, S. 1001–1030 (englisch).

### Geographische Literatur
- Wolfgang Weischet: Die geographischen Auswirkungen des Erdbebens vom 22. Mai 1960 im kleinen Süden Chiles. In: Erdkunde. Nr. 14, 1960, S. 273–288.
  - Voraussetzung, Vorgang und Folgen thixotroper Massenverlagerung ins Tal des Río San Pedro (Prov. Valdivia, Chile). In: Mitteilungen der Geographischen Gesellschaft München. Bd. 45, München 1960, S. 39–50.
  - Contribución al estudio de las transformaciones geográficas en la parte septentrional del sur de Chile por efecto del sismo del 22 de mayo de 1960. Universidad de Chile, Instituto de Geología Publ. No. 15, Santiago de Chile 1960 (spanisch).
  - Eine Landschaft verändert ihr Antlitz: Die Naturkatastrophe in Chile. I und II. In: Umschau in Wissenschaft und Technik. Nr. 62, 1962, S. 33–36 und S. 78–81.

### Sonstige Literatur
- Servicio Hidrográfico y Oceanográfico de la Armada de Chile: Cómo sobrevivir a un maremoto. 11 lecciones del Tsunami ocurrido en el sur de Chile el 22 de mayo de 1960. Valparaíso 2000 (online als PDF (Memento vom 5. Februar 2004 im Internet Archive); spanisch).
- Steven Benedetti: El terremoto más grande de la historia, 9,5 Richter. Valdivia-Chile, 22 de mayo 1960. Origo Ediciones, Santiago de Chile 2011, ISBN 978-956-316-073-4.